# Armand Louis de Gontaut
Armand Louis de Gontaut   (París, 13 d'abril de 1747 - París, 31 de desembre de 1793) habitualment referit pels historiadors de la Revolució Francesa simplement com Biron, va ser un polític i soldat francès, conegut pel paper que va exercir en la guerra d'independència nord-americana i les guerres revolucionàries franceses. El 1773, va ser Gran segon gerent del Gran Orient de França.

## Biografia

### Vida primerenca
Nascut a París, va portar el títol de Duc de Lauzun, al que havia passat, a la mort d'Antoine Nompar de Caumont, duc de Lauzun (1633-1723), a la seva neboda, la dona de Charles Armand de Gontaut, duc de Biron (1663–1756). El 1788, va aconseguir el ducat de Biron a la mort del seu oncle, Lluís Antoine de Gontaut, duc de Biron (1700-1788). Es va casar amb Amèlia de Boufflers, filla única de Charles-Joseph de Boufflers (1731-1751) i Mary Anne Philippine de Montmorency Logny (1732-1797), una jove que va descriure com un parangó d'una timidesa suau i virginal, una combinació d'agudesa i senzillesa. De la mateixa manera, el duc era un company popular i convidat a la casa.

## Servei per la Revolució Americana
Després, durant un temps, de passar la seva fortuna a diverses parts d'Europa, va atraure l'atenció mitjançant un assaig sobre les defenses militars de Gran Bretanya i el seu imperi colonial (Estat de defensa d'Angleterre et de toutes ses possessions dans les quatres parties du monde). Això va conduir al seu nomenament a un comandament contra els britànics el 1779. Al febrer va comandar a les tropes que van capturar Fort St Louis, al Senegal, dels britànics. Després d'aixecar un exèrcit d'hússars voluntaris i d'infanteria, posteriorment coneguda com a "Lauzun's Legion", per al seu servei a Amèrica del Nord. Va arribar amb 600 dels seus homes a Rhode Island; la resta es trobava a França, impedida de marxar. Tot i tenir només una part de la seva força, va participar en diverses escaramusses actives, inclosa una a prop de Gloucester, Virgínia el 4 d'octubre de 1781.
El 1781, va participar important en la guerra d'independència nord-americana en ser el partit d'avanç del principal exèrcit francès de Rochambeau enviat a reforçar el general George Washington a la batalla de Yorktown (1781). La legió de Lauzun va deixar les seves casernes d'hivern a Lebanon, Connecticut. el 9 de juny de 1781 i va marxar cap al sud per Connecticut coneguda com la Ruta Revolucionària de Washington-Rochambeau. La seva funció principal era ser una partida d'avanç, però també quedar-se entre deu i quinze milles al sud de l'exèrcit principal per protegir el flanc contra qualsevol britànic situat a les moltes poblacions conservadores del baix comtat de Fairfield. Mentre es trobaven a Connecticut, els francesos van fer campaments a Middletown, Wallingford, North Haven, Ripton i North Stratford. Van arribar a North Stratford, (ara Nichols) el 28 de juny, i van estar dos dies. Des del cim de la muntanya del nord de Stratford, ara Abraham Nichols Park, es podia veure fàcilment durant setanta quilòmetres passat Long Island Sound fins a Nova York i més enllà. Aquesta època, els francesos solien realitzar reconeixement als vaixells britànics al port de Nova York.
El 24 d'octubre de 1781, després del setge de Yorktown, Surveillante, sota el comanament de Jean-Marie de Villeneuve Cillart, va portar Lauzun a França per presentar les notícies de la victòria. Va arribar a Brest el 15 de novembre. Lauzun va tenir la benvinguda d'un heroi i va ser convertit en mariscal de camp.

## Al servei de la Revolució Francesa
El 1789, va ser retornat com a diputat als estaments generals per la noblesse de Quercy i afiliat a la causa revolucionària. El 1791, va ser enviat per l'Assemblea Nacional Constituent a rebre el jurament de l'exèrcit de Flandes, i posteriorment va ser nomenat pel seu comandament. El juliol de 1792, arran del conflicte revolucionari, va ser nomenat comandant de l'Exèrcit del Rin, amb el deure de vigilar els moviments de les tropes de la Monarquia dels Habsburg a la Revolta de La Vendée.
El maig de 1793, va ser traslladat al comandament de l'Exèrcit Revolucionari francès al front de La Rochelle, operant contra la insurgència vendeana. Va obtenir diversos èxits, entre ells la captura de Saumur i la victòria de Partenay, però la insubordinació de les seves tropes i les sospites dels seus supervisors polítics van fer que la seva posició fos intolerable i el va enviar a la seva dimissió.

## Execució
Va ser acusat pel notable revolucionari Jean-Baptiste Carrier d'incivísme ("manca de virtut cívica", l'equivalent a la traïció sota el regnat del terror) i indeguda indefensió als insurgents, privats del seu comandament (juliol), empresonat a l'Abbaye, condemnat a mort pel Tribunal Revolucionari i guillotinat. La seva dona, Amélie de Boufflers, també va ser executada el 27 de juny de 1794.

## Treballs
Les seves Memòries, que van des del 1783, van ser publicades amb el seu nom el 1822 (i reimpreses en una nova edició del 1858), i les cartes es van publicar el 1865, que es diu que van ser escrites per ell el 1789 als amics del país, descrivint els estaments generals.

## Llegat
- Un vaixell de guerra nord-americà porta el nom d'Armand Louis de Gontaut: USS Duc de Lauzun .
- El carrer P Bridge Bridge, un pont sobre el Rock Creek Park de Washington, DC, va ser rebatejat el nom de Lauzun's Legion Bridge el 2006.
- El Duc de Lauzun, va ser retratat al llibre, Mistress of the Revolution de Catherine Delors. També és retratat com el personatge principal de l'obra Fortuna de Marina Tsvetàieva.